# 킵식스
1996년 前 서태지와 아이들의 멤버 양현석이 양군기획이란 이름하에 만든 최초 YG 엔터테인먼트 소속 가수이다.
멤버 구성원은 이새영, 박동호, 심영호 3명으로 구성되어 있으며 그룹 이름과 달리 멤버는 3명이다.
킵식스라는 이름은 미국 서부 개척 시대에 서로를 지켜준다는 뜻으로 쓰였던 말로 항상 팬들과 호흡하고 팬들을 지킨다는 뜻에서 지은 거라고 한다.
뉴잭스윙 장르로 미국 냄새 물씬 나는 타이틀곡 〈나를 용서해〉, 〈어떻게〉 두 곡으로 방송 활동을 하였으나 크게 두각을 나타내진 못하였으며 이 과정에서 '킵식스' 소속이었던 현기획은 결국 8개월 만에 문을 닫았고 양현석 대표는 이 같은 자금난을 극복하기 위해 솔로 1집을 내기도 했다.
앨범 수록곡 중 〈Intro〉와 〈Time Out〉에 지누션이 데뷔 전 피쳐링에 참여를 했지만 크게 알려지진 않았다.
멤버 중 심영호와 박동호는 서태지와 아이들의 백댄싱 팀인 〈라인 댄스〉의 일원이기도 하였다.
메인 보컬 이새영은 캐나다 토론토의 웨스턴 유니버시티에서 비즈니스를 전공하다가 노래를 하기 위해 한국으로 온 브라질 교포 2세 출신 엘리트였고 그의 동생으로 비슷한 시기에 활동하였던 그룹 아이돌의 이세성이 있다.

### 정규 음반
| 번호 | 앨범 정보                                    | 트랙 리스트 |
| ---- | -------------------------------------------- | --- |
| 1집  | 《Six in tha Chamber》 - 발매일 : 1996년 7월 | 1. Keep Six (Intro) (Feat.지누션,Akil West) 2. 어떻게 3. La Fini (Feat.Karlyton Clanton) 4. 나를 용서해 5. 웨딩드레스 6. Time Out (Feat.지누션,조수아 A.K.A 원상우) 7. 비극 8. 잊지는 않을께 9. 나를 용서해 (House Mix) (Feat.장혜진) 10. The End (Outro) |

- 앨범 수록곡 중 〈잊지는 않을께〉라는 곡은 양현석이 서태지와 아이들 고별 기자회견을 갖고 한국을 떠나면서 팬들을 위해 만든 곡이라고 한다.

1. ↑  오시영 (2019년 1월 18일). “오직 실력만으로 '학벌 차별' 뛰어넘어 최고의 자리 오른 CEO 5인방”. 인사이트. 2019년 3월 27일에 원본 문서에서 보존된 문서. 2019년 3월 27일에 확인함.